# UFC on FOX 22
UFC on FOX 22: VanZant vs. Waterson（ユーエフシー・オン・フォックス・トゥエンティーツー：ヴァンザント・バーサス・ウォーターソン）は、アメリカ合衆国の総合格闘技団体「UFC」の大会の一つ。2016年12月17日、カリフォルニア州サクラメントのゴールデン1センターで開催された。

## 大会概要
本大会ではペイジ・ヴァンザントとミシェル・ウォーターソンによる女子ストロー級戦が組まれた。
キャリア8戦全勝のBAMMAライトヘビー級王者ポール・クレイグがUFCデビュー。

## 試合結果

### アーリープレリム
第1試合 ウェルター級 5分3R
○  スルタン・アリエフ vs.  ボヤン・ベリチコビッチ ×
3R終了 判定2-1（28-29、30-27、30-27）
第2試合 フライ級 5分3R
○  ヘクター・サンドバル vs.  フレディ・セラーノ ×
3R終了 判定3-0（30-27、29-28、30-27）
第3試合 バンタム級 5分3R
○  エディ・ワインランド vs.  水垣偉弥 ×
1R 3:04 TKO（右フック）

### プレリミナリーカード
第4試合 女子バンタム級 5分3R
○  レスリー・スミス vs.  アイリーン・アルダナ ×
3R終了 判定3-0（29-28、29-28、30-27）
第5試合 ライト級 5分3R
○  ジョシュ・エメット vs.  スコット・ホルツマン ×
3R終了 判定3-0（29-28、29-28、29-28）
第6試合 ウェルター級 5分3R
○  アレックス・モロノ vs.  ジェームス・ムーンタスリ ×
3R終了 判定3-0（29-28、29-28、29-28）
第7試合 ウェルター級 5分3R
○  コルビー・コヴィントン vs.  ブライアン・バーバリーナ ×
3R終了 判定3-0（30-27、30-27、30-27）
第8試合 フェザー級 5分3R
○  廣田瑞人 vs.  コール・ミラー ×
3R終了 判定3-0（30-26、30-27、30-27）
第9試合 ライトヘビー級 5分3R
○  ポール・クレイグ vs.  エンリケ・ダ・シウバ  ×
2R 1:59 腕ひしぎ十字固め

### メインカード
第10試合 ウェルター級 5分3R
○  アラン・ジョウバン vs.  マイク・ペリー ×
3R終了 判定3-0（29-28、30-27、30-27）
第11試合 バンタム級 5分3R
○  ユライア・フェイバー vs.  ブラッド・ピケット ×
3R終了 判定3-0（30-26、30-26、30-26）
第12試合 ウェルター級 5分3R
○  ミッキー・ガル vs.  セージ・ノースカット ×
2R 1:40 リアネイキッドチョーク
第13試合 女子ストロー級 5分5R
○  ミシェル・ウォーターソン vs.  ペイジ・ヴァンザント ×
1R 3:21 TKO（リアネイキッドチョーク）

### 各賞
ファイト・オブ・ザ・ナイト： レスリー・スミス  vs. アイリーン・アルダナ
パフォーマンス・オブ・ザ・ナイト： ミシェル・ウォーターソン、ポール・クレイグ
各選手にはボーナスとして5万ドルが授与された。

### カード変更
負傷などによるカードの変更は以下の通り。